# 第一次雅西-奇西瑙攻勢
第一次雅西-奇西瑙攻勢，是蘇聯和軸心國在1944年4月8日至6月6日間的一場戰鬥，這次進攻實際上是蘇聯紅軍的烏克蘭第2方面軍及第3方面軍根據約瑟夫·史達林顯示蘇聯的軍事實力和對巴爾幹的政治影響，而協調入侵羅馬尼亞的行動。
根據蘇軍最高統帥部的計劃：以兩個蘇軍方面軍將切斷軸心國在羅馬尼亞北部的主要防線，這就將有利於蘇軍以後向整個巴爾幹地區的進攻。蘇聯進攻開始時實施第一次特爾古弗魯莫斯戰役和波杜伊洛阿耶伊戰役，並最終進行第二次特爾古弗魯莫斯戰役，然而蘇軍未能克服德軍在該地區的防禦和進攻行動最終失敗。失敗主要是由於蘇軍低落的作戰能力以及德軍防禦陣地的精心準備。
這一行動是一系列“被遺忘的戰役”的一部分，幾乎完全被蘇聯檔案記錄和史學忽略，根據軍事歷史學家大衛·格蘭茲的說話：“在第二次世界大戰結束近60年來，蘇聯和俄羅斯的軍事歷史學家和理論家仔細抹去任何提及第2和第3烏克蘭方面軍在第一次雅西—奇西瑙攻勢的歷史記錄，在此期間蘇軍的兩個方面軍試圖在1944年4月至5月侵入羅馬尼亞，由於這次攻勢與蘇軍在戰爭期間進行了的許多其他的軍事行動案件有關，所以他們故意這樣做，在這個過程中把這次攻勢貶謫為蘇德戰爭中一張頗長的“被遺忘的戰役”之名單的其中之一”。

## 附錄
1. ↑  Glantz, pp. 371–376
2. 1 2  Glantz, p. 381
3. ↑  Glantz, p. 380
4. ↑  Glantz, p. 379
5. ↑  Glantz, p. XIII
6. ↑  Glantz, p. 374
7. ↑  Glantz, p. 375
8. 1 2  Glantz, p. 371